# Rubens Marques
Rubens Marques Vieira dos Santos Natural de Anicuns e nascido em 8 de novembro, é conhecido como Rubens Marques. Servidor público de carreira da Saneago e político brasileiro, filiado ao União Brasil (União). Atualmente, é Deputado Estadual por Goiás.
Graduado em Administração de Empresas e em Gestão Executiva de Grandes Negócios, servidor público de carreira na Saneago, com experiência administrativa na área de saneamento e administrativo financeira. Rubens já ocupou o cargo de diretor da Saneago por vários anos. Ele também foi diretor Financeiro do Complexo Dermu / Compav vinculado à prefeitura de Goiânia.

## Biografia
Nascido em Anicuns, Rubens Marques começou a trabalhar quando tinha 17 anos. Iniciou sua vida profissional como servidor público de carreira na Saneago, onde ocupou vários cargos de chefia, até chegar à vice-presidência do orgão. Rubens Marques foi anteriormente diretor financeiro do complexo DERMU/COMPAV na prefeitura de Goiânia na gestão 1997 - 2001.
Rubens Marques é graduado em Administração de Empresas e em Gestão Executiva de Grandes Negócios. 
Em 2018, Rubens Marques se candidatou a Deputado estadual por Goiás pelo PROS sendo eleito com 27.763 votos, ficando na 22ª posição entre os candidatos mais votados do estado.
Em 2022, Rubens Marques candidatou-se novamente a Deputado estadual por Goiás pelo União Brasil e obteve 31.903 votos ficando como 1º Suplente de deputado estadual por Goiás, ficando na 23ª posição entre os candidatos mais votados do estado.
Em 2025, tomou posse como Deputado estadual por Goiás assumindo o mandato entre o período de 27 de Dezembro de 2024 a 01 de Fevereiro de 2027.

## Trajetória e atuação política
Como Deputado estadual, Rubens Marques tem se destacado por seu compromisso com a população, apresentando e articulando importantes projetos de lei que foram convertidos em legislação. Além disso, tem desempenhado um papel fundamental na aprovação e envio de benefícios para os municípios, buscando sempre melhorar a qualidade de vida da população e impulsionar o desenvolvimento local.

## Leis criadas
O Deputado Rubens Marques tem se destacado no Legislativo pela sua atuação em prol do bem-estar da população goiana, elaborando e aprovando leis que visam melhorar a qualidade de vida dos cidadãos e impulsionar o desenvolvimento do Estado. Durante seu tempo na Assembleia Legislativa, ele apresentou e colaborou com diversas propostas legislativas de grande relevância. Abaixo, estão algumas das leis que ele ajudou a criar:
SAÚDE
- Lei 20.873 - que institui a política de atenção e direitos ao portador de Síndrome da Fibromialgia e Doenças Reumatológicas.
- Lei 21.293 - que altera a Lei 20.873 de autoria do Deputado Estadual Rubens Marques, que institui a Política de Atenção e Direitos ao Portador de Síndrome da fibromialgia e Doenças Reumatológicas.
Esta lei foi instituída para garantir aos portadores da Síndrome da Fibromialgia e outras doenças reumatológicas o acesso a serviços de saúde especializados, tratamentos adequados e direitos específicos para a melhoria da qualidade de vida. Ela estabelece políticas públicas que visam a integração de ações de saúde, assistência social e apoio psicossocial para os pacientes.
MEIO AMBIENTE
- Lei 21.054 - Institui a Política Estadual de Proteção e Preservação das Nascentes de Água - dispõe sobre a criação do programa de proteção e conservação das nascentes de água;
Com o objetivo de proteger um dos recursos naturais mais importantes para o Estado de Goiás, esta lei institui uma política estadual para a preservação e conservação das nascentes de água. Além disso, estabelece a criação de programas voltados para a recuperação ambiental das áreas de nascentes, com ações de preservação e monitoramento. A medida visa garantir a sustentabilidade e o abastecimento hídrico, fundamental para o desenvolvimento regional.
ADMINISTRAÇÃO PÚBLICA
Lei Complementar N.º 157 - Dispõe sobre a política de transição de governo no Estado de Goiás e dá outras providências.
Esta legislação estabelece normas para a transição de governo no Estado de Goiás, visando garantir a continuidade da gestão pública de maneira transparente e eficiente. A lei facilita o processo de transferência de informações e responsabilidades entre os governos, promovendo uma gestão pública mais organizada e eficaz para o Estado, com o intuito de assegurar que as mudanças de administração aconteçam de forma harmoniosa e sem prejuízos para a população.
MINERAÇÃO E GERAÇÃO DE EMPREGOS
- Lei 20.514 - autoriza, para fins exclusivos de exportação, a extração e o beneficiamento do amianto da variedade crisotila no estado de goiás.
Esta lei autoriza a extração e o beneficiamento do amianto da variedade crisotila no Estado de Goiás, com a finalidade exclusiva de exportação. A medida busca promover a geração de empregos e o desenvolvimento econômico por meio da exploração responsável desse mineral. No entanto, a lei estabelece requisitos rigorosos de segurança e sustentabilidade, com o objetivo de minimizar os impactos ambientais e garantir condições adequadas para os trabalhadores da área.
EDUCAÇÃO
- Lei Complementar Nº 180 - Altera a Lei Complementar nº 26, de 28 de dezembro de 1998, que estabelece as diretrizes e bases do Sistema Educativo do Estado de Goiás, para dispor sobre a matrícula de irmãos na mesma unidade de ensino e dá outras providências.
A Lei Complementar Nº 180 altera a Lei Complementar nº 26/1998, que estabelece as diretrizes e bases do sistema educativo de Goiás, e visa garantir a matrícula de irmãos na mesma unidade de ensino. Isso facilita a organização familiar e promove a integração das crianças e adolescentes no ambiente escolar. A medida também visa a melhorar o acesso à educação e a proporcionar uma experiência mais positiva para as famílias, principalmente em áreas com escassez de unidades educacionais.

## Notícias
1. Assembleia Legislativa de Goiás  - Perfil biográfico de Rubens Marques 2025  - União Brasil
2. Entrevista Rubens Marques  - TV ALEGO
3. Rubens Marques destinou R$ 2,5 milhões de emendas para a educação no primeiro semestre de 2020 - Goiás 24 Horas
4. Rubens Marques - Eleições resultado 2018 - Resultado da votação para Rubens Marques em Goiás - 2018
5. Rubens Marques é um dos poucos deputados estaduais com Projeto sancionado pelo Governo de Goiás - Diário da Manhã
6. Perfil Rubens Marques - Estadão  - Biografia Candidato Rubens Marques
7. Folha de São Paulo  - Conheça Rubens Marques candidato a Deputado Estadual de Goiás
8. Campanha em Ceres - 2022 - Candidato a deputado Estadual Rubens Marques realiza lançamento da campanha em Ceres - Folha de Ceres
9. Candidato Rubens Marques  - Diário de Goiás
10. Rubens Marques - Eleições resultado 2022 - Resultado da votação para Rubens Marques em Goiás - 2022
11. Rubens Marques toma posse como Deputado Estadual - Mais Goiás
12. Vídeo trabalho Deputado Rubens Marques - TV ALEGO
13. Rubens Marques tem contas aprovadas pelo TRE-GO - Jornal Opção
14. Deputado Rubens Marques é empossado na Assembleia Legislativa de Goiás - Transmissão Política
15. Dep.Rubens Marques, empossado nesta sexta, 27/12/2024 na Alego. Rubens Marques é natural de Anicuns.  - TV ALEGO
16. Rubens Marques toma posse como deputado estadual e retorna a Alego - Interativo Goiás
17. Rubens Marques assume como Deputado Estadual  - Portal Goiás
18. Rubens Marques assume como Deputado Estadual  - Acontece Goiás
19. Acontece aqui  - Deputado Rubens assume mandato como Deputado Estadual de Goiás
20. Rubens Marques assume vaga como Deputado Estadual em Goiás - Jornal Opção
21. Rubens Marques retorna ao legislativo goiano - Portal SD news
22. Álbum Suplente Rubens Marques assume vaga na Assembleia Legislativa - Assembleia Legislativa de Goiás
23. Suplente do União Brasil, Rubens Marques retorna ao Legislativo - Assembleia Legislativa de Goiás